# Ride Me Back Home
Ride Me Back Home è il sedicesimo album in studio del cantautore statunitense Willie Nelson, pubblicato nel 2019.

## Tracce
1. Ride Me Back Home – 3:35 (Lucinda Hinton, Joe Manual, Debby Throckmorton, Sonny Throckmorton)
2. Come on Time – 2:55 (Nelson, Buddy Cannon)
3. My Favorite Picture of You – 3:55 (Guy Clark)
4. Seven Year Itch – 3:23 (Nelson, Cannon)
5. Immigrant Eyes – 4:34 (Clark)
6. Stay Away from Lonely Places – 3:59 (Nelson, Don Bowman)
7. Just the Way You Are – 4:35 (Billy Joel)
8. One More Song to Write – 3:56 (Nelson, Cannon)
9. Nobody's Listening – 4:51 (Nelson, Cannon)
10. It's Hard to Be Humble (with Lukas Nelson & Micah Nelson) – 3:47 (Mac Davis)
11. Maybe I Should've Been Listening – 3:50 (Buzz Rabin)